# Félix Suárez
Félix Suárez Becerra (Castilla, Piura, Perú, 3 de octubre de 1953) es un exfutbolista peruano que jugaba como delantero e hizo su carrera en clubes de Perú.
Es hermano del mellizo Fidel Suárez conocido así por ser mellizo del exfutbolista José Suárez, y es también sobrino de Manuel ‘meleque’ Suárez, otro exfutbolista. Tiene el récord del gol más rápido en la historia de la Copa Libertadores, fue a los seis segundos en un partido entre Alianza Lima e Independiente de Santa Fe en 1976.
En los 90 y 2000 jugó para clubes pequeños y enseñó a muchos chicos el significado del fútbol. Entre estos equipos destacó en el club F. C.“Santa Clarita” donde jugó con su hermano Fidel Suárez.
Llegando a ser ídolo máximo de este pequeño club, siendo el máximo goleador de esta liga y marcando 100 goles de tiros libres en casi 3 temporadas.

## Trayectoria
Debutó en el Club Atlético Grau de Piura en el fútbol profesional en 1972. Luego pasó al Club Centro Deportivo Municipal y de ahí al Club Atlético Chalaco. Por sus dotes goleadoras llegó a Alianza Lima en 1976. Regreso al Club Atlético Chalaco en 1977 donde consiguió el subcampeonato en 1979. Se retiró del futbol en 1981 en el Club Deportivo Alfonso Ugarte de Puno.
Luego de su retiro, se dedicó a trabajar enseñando los secretos del fútbol en la Academia de Menores de Alianza Lima con sede en Surco, en el estadio Julio Montjoy.

## Clubes
| Club                            | País    | Año       |
| ------------------------------- | ------- | --------- |
| Club Atlético Grau              | Perú    | 1972-1973 |
| Club Centro Deportivo Municipal | Perú    | 1974      |
| Club Atlético Chalaco           | Perú    | 1975      |
| Club Alianza Lima               | Perú    | 1976      |
| Club Atlético Chalaco           | Perú    | 1977-1979 |
| Club Deportivo Alfonso Ugarte   | Perú    | 1980-1981 |
| 9 de Octubre Fútbol Club        | Ecuador | 1982      |